# 書院 (ワープロ)

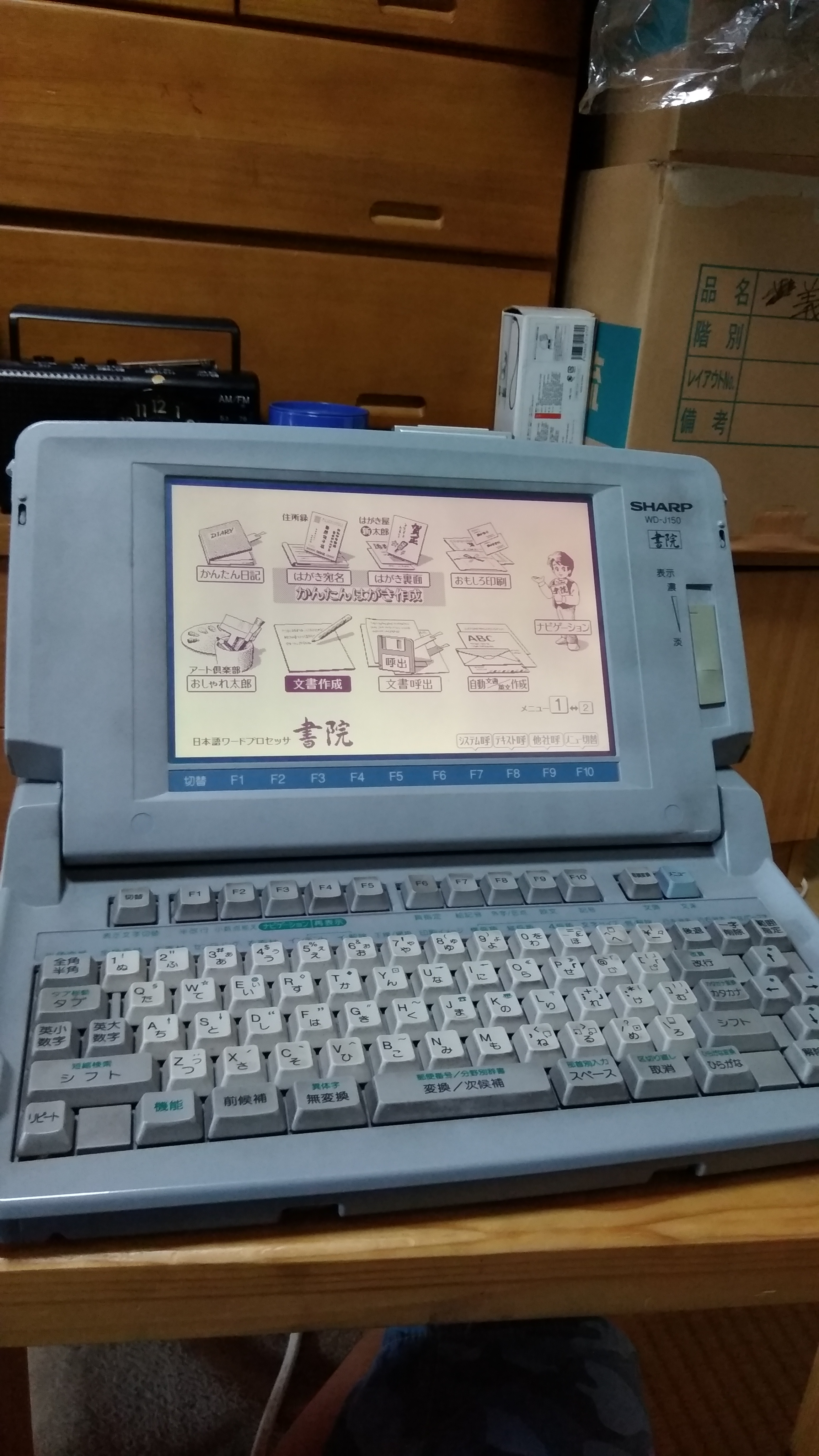
WD-J150

書院 （しょいん） は、シャープ株式会社がかつて販売していたワープロ専用機のシリーズ。1979年から2003年まで生産されていた。名称は、商標登録（登録番号　日本第1534376号）されている。
「TOSWORD」「Rupo」（東芝）、「OASYS」（富士通）、「文豪」（NEC）と並んで日本語ワープロ専用機の4大ブランドの一角であった。

## 概要
ワープロ専用機の発売第一号は、1978年（昭和53年）発表、翌1979年（昭和54年）2月発売の東芝のJW-10である。シャープはそれに先立つ1977年（昭和52年）5月のビジネスシヨウにてワープロの試作品を参考出品していたが、商品化し発売したのは1979年9月であり、東芝の後塵を拝した。1979年9月に発売した商品化一号機の型番はWD-3000である。参考出品の試作機ではキーボードを用いたカナ漢字変換方式を実現していたとされるが、WD-3000ではペンタブレット入力方式を採用していた。キーボードの方が効率がよいと分かっていたが、「キーボードアレルギー」対策のため、としている文献がある。なお、当初から「書院」の愛称がつけられていた。 
自社の液晶を重視する姿勢から、早期にCRTモデルを全廃し、液晶モデルへの切り替えが行われた。モノクロ時代には黒よりもグリーンやブルーの方が製造が簡単で安価なため一般的だったが、同社の液晶技術を活かした白黒LCDを採用した。液晶ディスプレイに透明のタッチパネルを重ね、タッチペンによって画面内の文字や罫線を直接編集したり、図を描いたりすることができる「ペン書院」もラインナップされていた。また画像を取り込むためのハンディタイプのイメージスキャナを搭載したモデルもある。
現在のパソコン等の日本語入力では一般的なAI辞書（学習機能と似ているが若干異なる）を書院においては比較的早期から導入していた。それ以外にも特徴的な機能として自動短縮変換（一回変換した単語は、次回から頭のかな一文字で変換される。例：1回目「たんご（変換）→単語」→2回目「た（変換）→単語」）や地名・人名などは変換時に変換文字の右側に米印（※）が表示され、一目で固有名詞と判別できる機能（変換を確定させると米印は消える）などが搭載され、多機能化を積極的に推進していた。
また、企業向けモデルにおいては、液晶ディスプレイならではのメリットを生かし、表示部が回転可能になっている（縦画面にするとA4文書相当の文字数が一画面に表示可能）、可動アームにより画面を任意の方向に向けられるなどのユニークな商品を提供していた。
家庭におけるパソコンの普及に押され、各メーカーともワープロ専用機の生産中止を決定していく中、シャープは最後まで生産を続けたが、ついに書院シリーズも2000年2月の「WD-CP2」を最後に新機種は出なくなり、2003年9月末に生産中止となった。最終機種は同機種と「WD-VP3」「WD-MF01」の3機種だった。
なお生産終了後も電話による相談窓口が開設されていたが、2014年1月31日にワープロ専用機のサポートを完全に終了した。サポート末期には社員が保有している書院を提供して部品を確保していたという
書院シリーズのカタログは他の家電製品のように総合カタログというものはなく、各モデルごとに独立したものが発行されていた。

## 内蔵ソフト
ワープロ専用機とはいえ、次第に表計算ソフトやはがき作成ソフト、文例作成ソフト（「直子の代筆」）、タイピング練習ソフト（「Missing Word ～失われた言葉を求めて～」）、そしてペン書院にはペン入力を利用したペイントソフトなど、徐々に様々なソフトが内蔵されるようになった。
またパソコン通信に接続するためのソフトやFAXモデムが用意されていたほか、インターネットが普及してからはウェブブラウザなども内蔵された。

## 関連ソフト
電子メール作成機として販売された「アイプリメーラ」も書院ベースで開発されている。
他にもDOS/Vパソコンを同時搭載したPCシリーズ（書院パソコン）や、大学生協と共同で企画・開発したSRシリーズ（論文作成支援ディスクが付属、オプションとして化学構造式作成ソフト「ケミドロー」などの大学生協オリジナルソフトに対応）も書院ベースで製造されていた。
書院シリーズと同様の使用感で使えるワープロソフトが同社製パソコンMZ-2861（MZ書院）に標準搭載されていた。また同社のAXパソコンに同梱された「書院AX」は、MZ-2861のものをAX向けに改良したものである。Windows用にもワープロソフト「Power書院」が開発・販売されていたが、こちらも2003年12月末で開発・販売は完了し、ワープロソフト「書院」はその歴史に幕を下ろした。
その後もシャープの携帯電話およびPDAには富士ソフトのFSKARENのエンジンを用いた日本語入力システム「ケータイShoin」が搭載され名前自体は引き継がれていたが、2010年秋以降はiWnnが採用されたことにより一度は幕を下ろした。その後2015年夏モデルとして発売されたスマートフォンには日本語入力システム「S-Shoin（スーパーショイン）」が搭載され、ソフトに「書院」の名が5年ぶりに復活した。

## 主な機種
(仕様別にわけた上で、年代順に列記した)
- WD-500（1984年発売）- 「ミニ書院」。当時200万円以上の高級業務機用であった高品位文字パターンを用いる32ドット熱転写プリンタをパーソナル向けに業界初搭載。10文字1行表示液晶のポータブル機。カセットテープを記憶媒体に使用。価格33万円。1984年グッドデザイン賞受賞。
- WD-520/520H/521 - 9インチCRT、3.5インチFDD、32ドット熱転写プリンタを搭載した初のCRT一体型デスクトップ機。
- WD-540（1987年発売）- 9インチCRT、3.5インチFDD、32ドット熱転写プリンタ搭載のデスクトップ機。言葉の意味や文書の前後関係から自動的に解釈する業界初のAI辞書を搭載。
- WD-550（1988年発売）- 40字×20行表示の12インチCRT、3.5インチFDD搭載のデスクトップ機。12万語辞書を搭載。
- WV-500（1988年発売）- 640×400ドット液晶モニタ搭載の初のノートワープロ（A4サイズ、厚さ39.5mm、重さ1.6kg）。1989年には後継のWV-550を発売。
- WD-A610、WD-A710（1989年発売） - 10インチCRT、3.5インチFDD、56ドット熱転写プリンタ、アウトラインフォント搭載のデスクトップ機。A610はFDD1基、A710はFDD2基搭載モデル。1990年には後継のWD-A620/630、WD-A720/730を発売。
- WD-A800（1989年発売） - 10インチCRT、3.5インチFDD（2基）、64ドット熱転写プリンタ、アウトラインフォント搭載のハイエンドデスクトップ機。
- WD-A900（1989年発売） - 52ドットトリプルカセット方式カラー熱転写プリンタ搭載のカラー印刷対応デスクトップ機。10インチカラーCRT、3.5インチFDD（2基）、ハンディーカラースキャナを搭載。

### 白黒液晶
- WD-A300（1989年発売）
- WD-A330（1989年発売）
- WD-HL30（1989年発売）
- WD-A320（1990年発売）
- WD-A340（1990年発売）
- WD-A341（1990年発売）
- WD-A540（1991年発売）
- WD-A550（1991年発売）
- WD-A551（1991年発売）
- WD-A561（1991年発売）
- WD-A570（1993年発売）
- WD-Y330（1993年発売）
- WD-Y340（1994年発売）
- WD-Y380（1994年発売）
- WD-Y390（1995年発売）
- WD-Y550（1996年発売）
- WD-J100（1996年発売）
- WD-J150（1997年発売）
- WD-J200（1998年発売）

### 白黒液晶（Pen付）
- WD-A760/A750
- WD-A761/A751
- WD-A780/A770
- WD-A950/A850
- WD-X300（1994年発売）
- WD-X500（1994年発売）
- WD-X600
- WD-X800（1995年発売）
- WD-X870（1995年発売）

### カラー画面(Pen無し)
- WD-C500（1995年発売）
- WD-C700（1995年発売）
- WD-C700VS（1995年発売）
- WD-C10 （1997年発売）
- WD-C20 （1998年発売）
- WD-CP1 （1999年発売）
- WD-CP2 （2000年発売）

### カラー画面（Pen付）
- WD-C900（1995年発売）
- WD-M300（1995年発売）
- WD-C530（1996年発売）
- WD-M500（1996年発売）
- WD-M600（1996年発売）
- WD-M700（1997年発売）
- WD-M710（1997年発売）
- WD-M800（1997年発売）
- WD-C50 （1997年発売）
- WD-M900（1998年発売）
- WD-EX1 （1998年発売）
- WD-EX2
- WD-VP1 （1998年発売）
- WD-VP2 （1999年発売）
- WD-VP3 （1999年発売）

### カラー画面（Pen付、HDD内蔵）
- MR-1（1996年発売）
- MR-2（1997年発売）
- MR-3（1998年発売）

### モバイル
- WV-500（1988年発売） A4サイズ
- WV-550（1988年発売） A4サイズ
- WV-700（1990年発売）
- WV-S200（1992年発売） A5システム手帳サイズ、タッチペン
- WV-S250（1992年発売） A5システム手帳サイズ、タッチペン
- WM-C100（1998年発売） A5ファイルサイズ、カラー液晶

### 書院派生の大学生向けモデル
- WD-SRシリーズ

### 書院派生のビジネスモデル
- WD-SBシリーズ

### 書院派生のメール作成重視のモデル
- MA-10 アイプリメーラ

### 書院機能とDOS/Vモードを併せ持つモデル
- PC-WDシリーズ